# Xavier Puig i Ortiz
Xavier Puig i Ortiz (Cervera, 18 de març de 1973) és un director d'orquestra i de cor, i professor de direcció d'orquestra a l'ESMUC. Des de l'1 de setembre del 2018 és el director titular de l'Orquestra Simfònica del Vallès, en substitució de James Ross, i director principal del Cor de Cambra del Palau.

## Formació
Va començar en el món de la música a la seva ciutat natal, estudiant piano i violí al Conservatori Municipal de Música de Cervera. Posteriorment va continuar els estudis al Conservatori Professional de Badalona, al costat de mestres com Miguel Ángel Hurtado, Miquel Roger, Benet Casablancas i Josep Soler, on va obtenir el Títol Superior d'Harmonia, Contrapunt, Composició i Instrumentació. Entre els anys 1990 i 1994, va participar en els Cursos Internacionals de Direcció Coral de Lleida, on va estudiar amb Josep Prats, Johan Duijck, Laszlo Heltay i Jordi Casas. Més endavant amplià la formació al costat de directors de prestigi com Eric Ericson i Pierre Cao. Va entrar en el món de la direcció d'orquestra de la mà de Salvador Mas, al Conservatori Superior de Música de Barcelona. Posteriorment es va traslladar a Viena, on va estudiar direcció musical en l'especialitat d'orquestra.

## Director d'orquestra i de cor
El març de 2002 va obtenir la plaça de director assistent de la Joven Orquesta Nacional de España (JONDE), càrrec que ocupà fins al 2004. Durant aquell etapa va dirigir al Festival de Schleswig-Holstein, a Alemanya, i a la sala Konzerthaus de Berlín. El juliol del 2003 guanyà la plaça de director assistent de l'Orquestra Simfònica de Barcelona i Nacional de Catalunya, on va estar-s'hi fins al juliol del 2005. Des d'aleshores ha dirigit diverses orquestres catalanes i espanyoles, com l'Orquestra Nacional d'Espanya, l'Orquestra i Cor de RTVE, l'Orquestra Pablo Sarasate de Pamplona, l'Orquestra Ciutat de Granada, l'Orquestra Nacional Clàssica d'Andorra, l'Orquestra de Còrdova, l'Orquestra Barroca Catalana, la Simfònica Julià Carbonell de les Terres de Lleida, la Camerata XXI de Tarragona, l'Orquestra de Cambra de Cervera o l'Orquestra de Cambra Terrassa 48, amb la qual ha enregistrat un disc amb obres de Joan Manén. L'any 2011 va impulsar la creació del Festival de Pasqua de Cervera, dedicat íntegrament a la música clàssica catalana, del qual va ser director artístic durant sis edicions. En l'àmbit operístic, va fundar L'Òpera de Tres Rals, una companyia d'òpera de cambra; i actualment dirigeix funcions d'òpera semiescenificada al Palau de la Música Catalana, dins del cicle anomenat Òpera al Palau.
Ha estat titular del conjunt Murtra Ensemble, de l'Orquestra de Girona, del Cor de Cambra de l'Auditori Enric Granados de Lleida i de la Coral Ginesta de Cervera. Des del 2012 dirigeix anualment la Gira de Setmana Santa de l'Orquestra Simfònica del Vallès, amb la qual ha portat diversos repertoris simfònico-corals arreu de Catalunya. El 18 de juliol del 2018 es feu públic que Puig ocuparia el lloc de director titular de l'orquestra vallesana a partir del setembre d'aquell any fins a l'agost del 2020. La temporada 2018/2019 va ser també el director principal del Cor de Cambra del Palau de la Música Catalana.